# Pristimantis taeniatus
Espèce
Synonymes
- Hylodes taeniatus Boulenger, 1912
- Eleutherodactylus taeniatus (Boulenger, 1912)

Statut de conservation UICN

 LC  : Préoccupation mineure
Pristimantis taeniatus est une espèce d'amphibiens de la famille des Craugastoridae.

## Répartition
Cette espèce se rencontre jusqu'à 150 m d'altitude :
- au Panama ;
- en Colombie dans la plaine pacifique et la vallée du río Magdalena ;
- dans le nord-ouest de l'Équateur.

## Description
L'holotype mesure 27 mm.

## Publication originale
- Boulenger, 1912 : Descriptions of new Batrachians from the Andes of South America, preserved in the British Museum. Annals and Magazine of Natural History, sér. 8, vol. 10, p. 185-191 (texte intégral).